# Barlovento
Barlovento és un municipi de l'illa de La Palma, a les illes Canàries.

## Població
| Any  | Població | Densitat (hab/km²) |
| ---- | -------- | ------------------ |
| 1991 | 2.644    | 60.71              |
| 1996 | 2.488    | 57.13              |
| 2001 | 2.382    | 54.13              |
| 2002 | 2.378    | 57.13              |
| 2003 | 2.367    | 66.13              |
| 2004 | 2.350    | 65.66              |
| 2006 | 2.506    | 70,02              |
| 2007 | 2.383    | 66,58              |